# Geotomus
Geotomus is een geslacht van wantsen uit de familie graafwantsen (Cydnidae). Het geslacht werd voor het eerst wetenschappelijk beschreven door Mulsant & Rey in 1866.

## Soorten
- Geotomus alexandria (Distant, 1911)
- Geotomus angustus Wagner, 1953
- Geotomus antennatus Signoret, 1883
- Geotomus brunnipennis Wagner, 1953
- Geotomus ciliatitylus Signoret, 1881
- Geotomus convexus
- Geotomus elongatus (Herrich-Schäffer, 1840)
- Geotomus granulosus Lis & Lis, 2022
- Geotomus jucundus Buchanan White, 1877
- Geotomus longicornis Wagner, 1953
- Geotomus palustris
- Geotomus petiti Wagner, 1954
- Geotomus proximus Signoret, 1883
- Geotomus punctulatus (Costa, 1847)
- Geotomus radialis
- Geotomus regnieri Vidal, 1937
- Geotomus subtristis Buchanan White, 1877